# Allylierung
Allylierung ist in der organischen Chemie die Einführung einer Allylgruppe in ein Molekül. Als Quelle für Allylgruppen eignen sich je nach konkreter Reaktion unterschiedliche Verbindungen, insbesondere metallbasierte wie Allylmagnesiumbromid, Allyltributylzinn oder Tetraallylzinn.

## Methoden und Reagenzien

### Herstellung von Homoallylalkoholen aus Carbonylverbindungen
Für die Einführung von Allylgruppen in Moleküle sind diverse Methoden bekannt. Die Allylierung von Carbonylverbindungen ergibt Homoallylalkohole und ist beispielsweise mit Allyltrimethoxysilan und Silbertriflat möglich. In Methanol als Lösungsmittel ist die Allylierung von Carbonylverbindungen mit Tetraallylzinn oder Allyltrimethylzinn auch ohne Katalysator möglich. Verschiedene, zum Teil enantioselektive Methoden, sind für die Addition von Allyltributylzinn an Carbonylverbindungen bekannt. Die Allylierung mit Tetraallylzinn in saurer wässriger Lösung (Salzsäure / Tetrahydrofuran) ohne Katalysator ist hochselektiv für Aldehyde gegenüber Ketonen. Die Allylierung von Carbonylverbindungen in wässriger Lösung mittels Tetraallylzinn ist auch mit Scandiumtriflat möglich. Diese Methode eignet sich auch für die Allylierung der Carbonylgruppe in Kohlenhydraten, wobei keine Schutzgruppen notwendig sind. In einer Grignard-Reaktion kann Allylmagnesiumbromid zur Allylierung verwendet werden. Aus Allylbromid und Zink kann in situ eine entsprechende zinkorganische Verbindung hergestellt werden, die ebenfalls zur Synthese von Homoallylalkoholen geeignet ist.

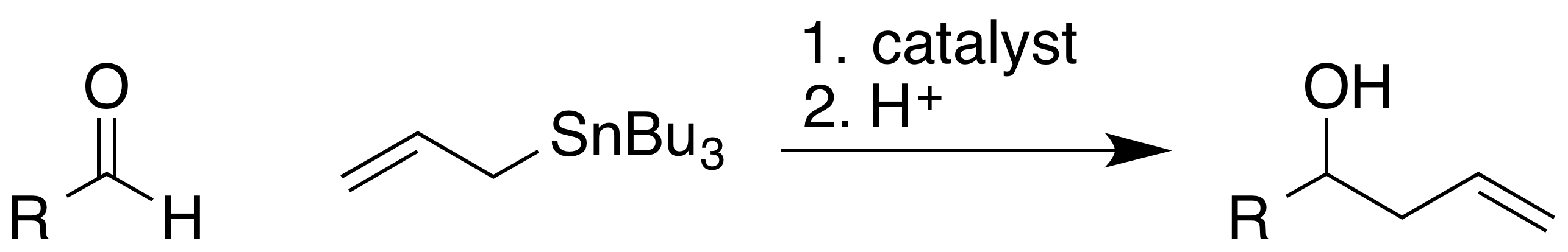
Beispiel für eine Allylierungsreaktion: Ein Aldehyd wird mit Allyltributylzinn zu einem Homoallylalkohol umgesetzt

### Andere Allylierungen
Bis(trifluormethansulfonyl)amid katalysiert die 1,4-Addition einer Allylgruppe aus Allyltrimethylsilan an α,β-ungesättigte Carbonyl- und Carboxylverbindungen. Auch eine vom Allylchlorid  abgeleitete Organobariumverbindung ermöglicht eine vergleichsweise selektive 1,4-Addition der Allylgruppe an α,β-ungesättigte Ketone wie Cyclohexenon.
Halogenaromaten können mit Allyltributylzinn und Tetrakis(triphenylphosphin)palladium(0) allyliert werden. Nitroalkane können unter Palladiumkatalyse mit Allylalkohol, Allylacetat oder Allylphenylether allyliert werden. Die Addition von Allylmagnesiumbromid oder Allylmagnesiumchlorid an Imine ergibt Amine.